# Sailana
Sailana ist eine Kleinstadt im Distrikt Ratlam im Nordwesten von Madhya Pradesh im westlichen Zentral-Indien.
Die Stadt liegt 20 km nordwestlich der Distrikthauptstadt Ratlam sowie 50 km östlich der Stadt Banswara. Die nationale Fernstraße NH 927A (Ratlam–Banswara) führt an der Stadt vorbei.
Sailana hat den Status eines Nagar Panchayats. Beim Zensus 2011 betrug die Einwohnerzahl 11.989.
Sailana war zwischen 1736 und 1948 Hauptstadt des damaligen gleichnamigen Fürstenstaates.